# Armadillo (film)
 For alternative betydninger, se Armadillo. (Se også artikler, som begynder med Armadillo)
Armadillo er en dansk dokumentar (klippet sammen fra optagelser af danske soldater i Afghanistan) fra 2010 af Janus Metz Pedersen.
Armadillo var navnet på den danske forpost i Helmand-provinsen i Afghanistan. Med et hjelmkamera følges en gruppe danske soldater.
Filmen vandt en publikumspris ved Filmfestivalen i Cannes 2010 og modtog i 2011 en Robert for årets lange dokumentarfilm.